# ليلى آني فرنانديز
ليلى آني فرنانديز هي لاعبة كرة مضرب كندية ولدت في 6 سبتمبر 2002.

## روابط خارجية
- ليلى آني فرنانديز على موقع رابطة محترفات التنس (الإنجليزية)
- ليلى آني فرنانديز على موقع الاتحاد الدولي لكرة المضرب (الإنجليزية)
- ليلى آني فرنانديز على موقع كأس بيلي جين كينغ (الإنجليزية)
- ليلى آني فرنانديز على موقع بطولة ويمبلدون (الإنجليزية)
- ليلى آني فرنانديز على موقع خلاصة التنس.كوم (الإنجليزية)
- ليلى آني فرنانديز على موقع إي إس بي إن.كوم (الإنجليزية)
- ليلى آني فرنانديز على موقع اللجنة الأولمبية الدولية (الإنجليزية)
- ليلى آني فرنانديز على موقع أوليمبيديا (الإنجليزية)
- ليلى آني فرنانديز على موقع اللجنة الأولمبية الكندية (الإنجليزية)